# Schloss Peychaud

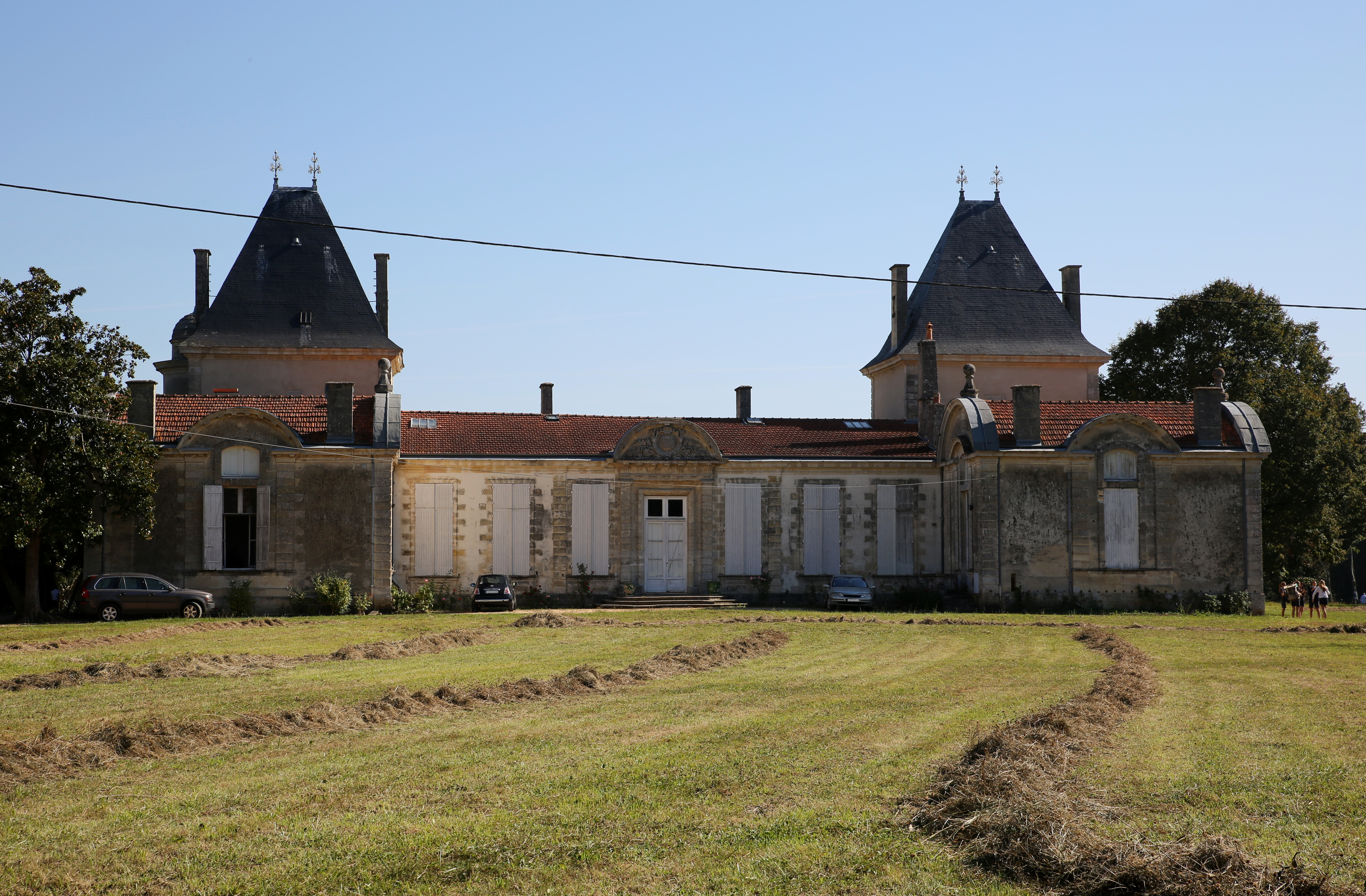
Schloss Peychaud (2014)

Das Schloss Peychaud in Ambarès-et-Lagrave, einer französischen Stadt im Département Gironde in der Region Nouvelle-Aquitaine, wurde in den 1680er Jahren errichtet und im 19. Jahrhundert umgebaut. Im Jahr 1966 wurde das Schloss als Monument historique in die Liste der Baudenkmäler in Frankreich aufgenommen.
Das Schloss wurde für den Marquis de Fayet, Rat am Parlament von Bordeaux, erbaut. Um den sumpfigen Boden zu entwässern, wurden Spezialisten aus den Niederlanden beauftragt, die Entwässerungskanäle errichteten.  
Das langgezogene Wohngebäude besteht nur aus einem Erdgeschoss. Der Fronton über dem Portal wurde erneuert. Die beiden Enden des Hauptgebäudes schließen mit zwei rechteckigen Pavillons, die hohe pyramidenartige Dächer besitzen. 
Die Rundtürme an der Gartenseite wurden später hinzugefügt. 